# Daniel Défago
Daniel Défago (ur. 25 kwietnia 1980 w Morgins) – szwajcarski narciarz alpejski, złoty medalista mistrzostw świata juniorów.

## Kariera
Po raz pierwszy na arenie międzynarodowej Daniel Défago pojawił się 30 marca 1996 roku w Morgins, gdzie w zawodach FIS Race zajął 53. miejsce w slalomie. W 1999 roku brał udział w mistrzostwach świata juniorów w Pra Loup, gdzie jego najlepszym wynikiem było czwarte miejsce w gigancie. Walkę o podium przegrał tam z Mitją Dragšiciem ze Słowenii o 0,16 sekundy. Podczas rozgrywanych rok później mistrzostw świata juniorów w Quebecu wywalczył złoty medal w slalomie. W zawodach tych wyprzedził bezpośrednio Austriaka Matthiasa Lanzingera oraz Marco Sullivana z USA. W zawodach Pucharu Świata zadebiutował 5 lutego 2000 roku w Todtnau, nie kończąc drugiego przejazdu w gigancie. Pierwsze pucharowe punkty wywalczył 14 stycznia 2001 roku w Wengen, zajmując osiemnaste miejsce w tej samej konkurencji. Najlepsze wyniki osiągnął w sezonie 2000/2001, kiedy zajął 122. miejsce w klasyfikacji generalnej. Nie startował na mistrzostwach świata ani igrzyskach olimpijskich. W 2002 roku zakończył karierę.
Jego brat, Didier Défago, również uprawiał narciarstwo alpejskie.

## Osiągnięcia

### Mistrzostwa świata juniorów
| Miejsce | Dzień     | Rok  | Miejscowość | Konkurencja | Czas biegu  | Strata  | Zwycięzca             |
| ------- | --------- | ---- | ----------- | ----------- | ----------- | ------- | --------------------- |
| 4.      | 13 marca  | 1999 | Pra Loup    | Gigant      | 1:48,10 min | +0,52 s | Christoph Alster      |
| DNF1    | 14 marca  | 1999 | Pra Loup    | Slalom      | 1:34,96 min | -       | Massimiliano Blardone |
| 24.     | 21 lutego | 2000 | Québec      | Zjazd       | 1:10,77 min | +2,13 s | Thomas Graggaber      |
| 7.      | 22 lutego | 2000 | Québec      | Supergigant | 1:15,69 min | +1,17 s | Klaus Kröll           |
| 1.      | 25 lutego | 2000 | Québec      | Slalom      | 1:52,95 min | -       | -                     |
| 4.      | 26 lutego | 2000 | Québec      | Gigant      | 1:52,09 min | +0,50 s | Georg Streitberger    |

### Puchar Świata

#### Miejsca w klasyfikacji generalnej
- sezon 2000/2001: 122.
- sezon 2001/2002: 123.

#### Miejsca na podium w zawodach
Défago nie stawał na podium zawodów PŚ.